# Lesbins
Els lesbins (Lesbiinae) és una de les subfamílies que formen la família dels troquílids (Trochilidae).

## Taxonomia
Un estudi de filogenètica molecular dels colibrís publicat el 2007 va mostrar que la família constava de nou clades principals. Quan Edward Dickinson i James Van Remsen, Jr. van actualitzar la Howard & Moore Complete Checklist of the Birds of the World per a la quarta edició el 2013, van dividir els nou clades en sis subfamílies i van proposar per a una d'elles el recuperat nom llatí Lesbiinae

Avui aquesta subfamília és classificada en dues tribus, 31 gèneres i 128 espècies.
- Tribu Lesbiini, amb 18 gèneres i 67 espècies.			
  - Gènere Heliangelus amb 9 espècies.
  - Gènere Sephanoides amb dues espècies.
  - Gènere Discosura amb 5	espècies.
  - Gènere Lophornis amb 11 espècies.
  - Gènere Phlogophilus amb dues espècies.
  - Gènere Adelomyia, amb una espècie, colibrí esquitxat (Adelomyia melanogenys).
  - Gènere Aglaiocercus amb tres espècies.
  - Gènere Sappho, amb una espècie, colibrí cua d'estel vermell (Sappho sparganurus).
  - Gènere Polyonymus, amb una espècie, colibrí cuabronzat (Polyonymus caroli).
  - Gènere Taphrolesbia, amb una espècie, colibrí de cua metàl·lica ventregrís (Taphrolesbia griseiventris).
  - Gènere Oreotrochilus amb 7 espècies.
  - Gènere Opisthoprora, amb una espècie, colibrí de cua metàl·lica muntanyenc (Opisthoprora euryptera).
  - Gènere Lesbia amb dues	espècies.
  - Gènere Ramphomicron amb dues espècies.
  - Gènere Oreonympha amb una espècie: colibrí noble (Oreonympha nobilis)
  - Gènere Oxypogon amb 4 espècies.
  - Gènere Chalcostigma amb 5 espècies.
  - Gènere Metallura amb 9	espècies.
- Tribu Heliantheini, amb 13 gèneres i 61 espècies.			
  - Gènere Haplophaedia amb tres espècies.
  - Gènere Eriocnemis amb 11 espècies.
  - Gènere Loddigesia, amb una espècie, colibrí admirable (Loddigesia mirabilis).
  - Gènere Aglaeactis amb 4 espècies.
  - Gènere Coeligena amb 15 espècies.
  - Gènere Lafresnaya, amb una espècie, colibrí vellutat (Lafresnaya lafresnayi).
  - Gènere Ensifera amb una espècie: colibrí bec d'espasa (Ensifera ensifera)
  - Gènere Pterophanes amb una espècie: colibrí d'ales safir (Pterophanes cyanopterus)
  - Gènere Boissonneaua amb tres espècies.
  - Gènere Ocreatus amb tres espècies.
  - Gènere Urochroa amb dues espècies.
  - Gènere Urosticte amb dues espècies.
  - Gènere Heliodoxa amb 10 espècies.